# Julie Wilson
Julie May Wilson (Omaha, 21 ottobre 1924 – New York, 5 aprile 2015) è stata una cantante e attrice statunitense.

## Biografia
Ha debuttato a Broadway nel 1946 nella rivista Three to Make Ready, mentre nel 1951 fece il suo debutto nel West End londinese nel musical Kiss Me, Kate. Rimase a Londra per quattro anni e studiò alla Royal Academy of Dramatic Art mentre recitava in musical come South Pacific e Bells Are Ringing. Ritornò poi a Broadway per sostituire Joan Diener in Kismet. Ha recitato ancora a Broadway nei musical The Pajama Game (1954), Jimmy (1969), Park (1970), e Legs Diamond (1988), per cui è stata candidata al Tony Award alla migliore attrice non protagonista in un musical.

## Filmografia

### Cinema
- Questa notte o mai (This Could Be the Night), regia di Robert Wise (1957)
- L'occhio della spirale (Alison's Birthday), regia di Ian Coughlan (1981)

### Televisione
- Suspicion - serie TV, 1 episodio (1957)
- Dottori agli antipodi - serie TV, 3 episodi (1976)
- Mike Hammer investigatore privato - serie TV, 1 episodio (1984)
- Monsters - serie TV, 1 episodio (1991)
- Rough Riders - serie TV, 2 episodi (1997)